# Pirx Crater
Pirx Crater (łac. Krater Pirx) – krater na Charonie, odkryty w 2015 r. przez amerykańską sondę New Horizons i nazwany w 2018 r. przez Międzynarodową Unię Astronomiczną imieniem bohatera opowiadań Stanisława Lema.